# AGORA2
AGORA2 (abreviatura de Assembly of Gut Organisms through Reconstruction and Analysis, versión 2) es una herramienta informática que permite realizar modelos predictivos que estiman la capacidad de la microbiota intestinal para degradar o metabolizar fármacos. Concretamente, realiza reconstrucciones metabólicas a nivel genómico de más de 7.000 cepas microbianas. 
AGORA2 se desarrolló en 2020, por un grupo de investigadores de la Universidad de Galway (Irlanda) y ha generado interés por su uso potencial en el avance de la medicina personalizada.

## Características

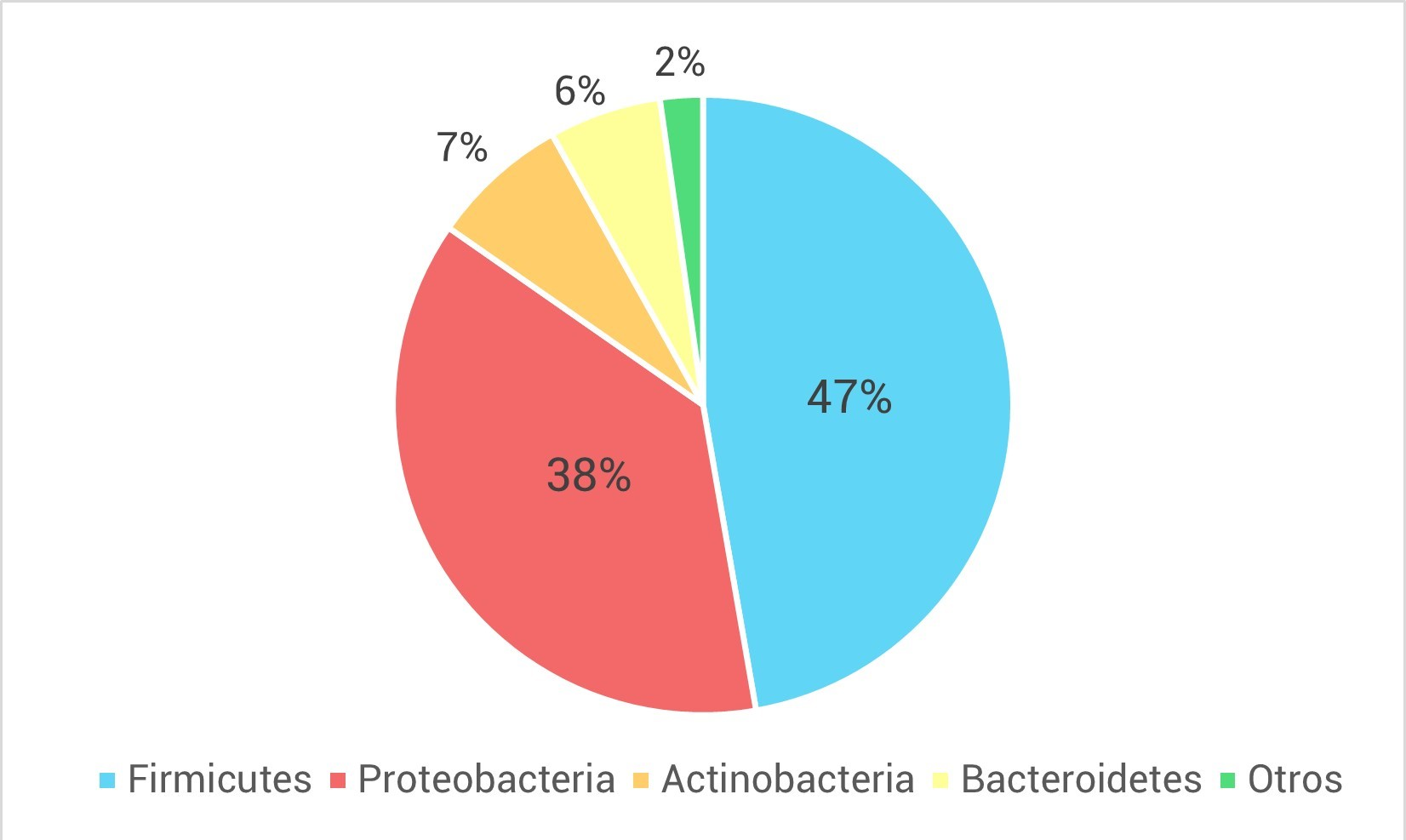
Distribución taxonómica de los filos de AGORA2.

AGORA2 está compuesta por más de 7.000 reconstrucciones metabólicas a nivel genómico de la microbiota intestinal que abarcan 1.644 especies y 24 filos. Esta herramienta informática permite realizar modelos predictivos con una mayor precisión que los modelos generados por otros programas semiautomáticos como CarveMe o BIGG. Concretamente, los modelos de AGORA2 son capaces de predecir el nivel de captura y secreción de metabolitos relacionados con el metabolismo de fármacos con una alta exactitud frente a tres bases independientes de datos experimentales (NCJ19, BacDive y Madin). 
Además, en comparación con otros programas, las reconstrucciones generadas con AGORA2 presentan bajos niveles de ATP.  
Al estar refinadas manualmente, estas reconstrucciones no presentan ciclos fútiles, es decir, reacciones donde se pierde una alta cantidad de energía. Evitando de esta forma, la sobreestimación de la producción de ATP.  

## Desarrollo

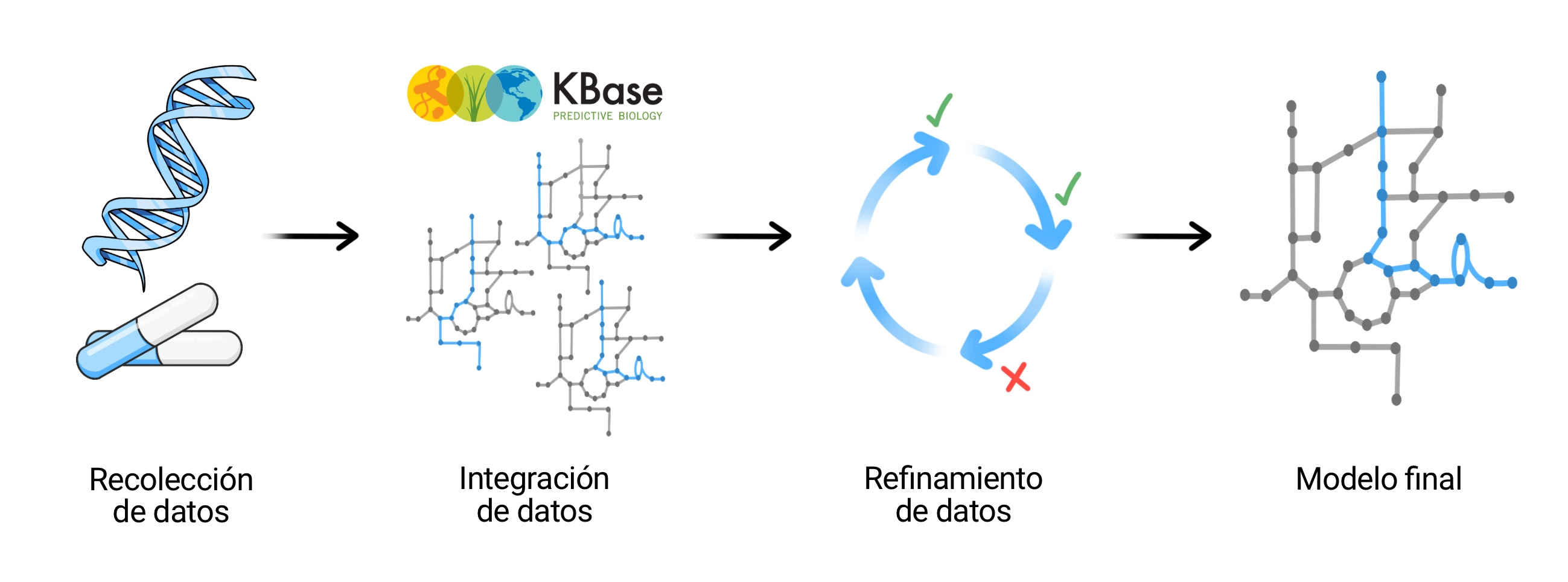
Desarrollo de AGORA2.

Para realizar las reconstrucciones de AGORA2, primero se amplió la cobertura taxonómica de AGORA1.03 con secuencias genómicas obtenidas a partir de búsquedas bibliográficas o de bases de datos, como NCBI o PubSEED, hasta llegar a 7.302 cepas. En esta recolección de datos, además, se obtuvo información sobre las características fisiológicas y bioquímicas de cada cepa, lo que permitió realizar reconstrucciones específicas a nivel de cepa.
Los datos obtenidos se integraron a través del programa semiautomático KBase, generando así un primer borrador. Estas reconstrucciones se transfirieron a la web VHM para comprobar la consistencia termodinámica, bioquímica y estructural de las reacciones metabólicas. Las incongruencias generadas se analizaron y contrastaron manualmente con datos bibliográficos y de PubSEED, lo que llevó a la sustitución de más de 650 reacciones metabólicas. 
Las reconstrucciones obtenidas se sometieron a un banco de pruebas para comprobar su capacidad predictiva como modelos metabólicos. Si las reconstrucciones daban lugar a falsas predicciones, se repetía el proceso de curación y refinamiento de datos hasta obtener un resultado positivo.  

## Utilidad
AGORA2 es una herramienta que podría utilizarse en medicina personalizada, ya que permite a los usuarios realizar modelos predictivos en base a su microbioma. Esto se debe a que existen variaciones en la composición de la microbiota intestinal, debido a factores como la salud, la edad o el IMC, que pueden modificar el potencial metabólico de fármacos. Por ello, a través de estos modelos, se pueden integrar los datos del microbioma del paciente y saber si será capaz de responder a un fármaco o no. Un ejemplo, es el profármaco Balsalazida, utilizado para tratar la colitis ulcerosa, cuya activación depende de la presencia de la enzima azoreductasa. A través, de las reconstrucciones de AGORA2 se observa que esta enzima sólo está presente en el 1,4 % de las cepas analizadas. Por lo que, no todas las personas a las que se les trata con este fármaco se benefician de su uso ya que no son capaces de activarlo.   
No obstante, cabe destacar que a través de modelos realizados a partir de una base de datos metagenómicos, con muestras de personas sanas y pacientes con cáncer colorrectal, se observó que las diferencias en el potencial metabólico asociados a estos factores, en la mayoría de los casos no son significativas.   
Por otro lado, las reconstrucciones de AGORA2 permiten estudiar la distribución taxonómica del metabolismo de fármacos, pudiendo así identificar los genes y cepas implicados en este tipo de metabolismo. De esta forma, se averiguó que los genes más abundantes son los que codifican para las enzimas citidina desaminasa y nitrorreductasa, y que la cepa más enriquecida era Escherichia coli, cuyas cepas presentaban todas entre siete y diez enzimas. 
Por lo que, AGORA2 además de ser una herramienta para generar modelos, también se puede emplear como una base de datos para estudiar el fundamento de estas rutas metabólicas a nivel genético y bioquímico. 

## Historial de versiones
En 2017, investigadores de la Universidad de Galway, publicaron AGORA en la web del VMH (Virtual Metabolic Human), una página que recoge información sobre el metabolismo humano y  microbiano a nivel intestinal. AGORA se desarrolló como alternativa a las herramientas semiautomáticas de reconstrucciones como CarveMe o gapseq, las cuales al no presentar un refinamiento manual, no dan información a nivel de cepa. Concretamente, AGORA consistió en 773 reconstrucciones, que abarcaban 605 especies y 14 filos. 
En 2019, se expandió a 818 reconstrucciones, dando lugar a la versión AGORA1.03. 
En 2020, se amplió la cobertura taxonómica dando lugar a AGORA2 con 7.302 reconstrucciones, que comprendían 1.644 especies y 24 filos. No obstante, necesitará actualizarse constantemente ya que el conocimiento sobre la microbiota aún es limitado.